# Crossothamnus gentryi
Crossothamnus gentryi là một loài thực vật có hoa thuộc họ Asteraceae.
Loài này có ở Ecuador và Peru.
Môi trường sống tự nhiên của chúng là vùng núi ẩm nhiệt đới hoặc cận nhiệt đới.
Chúng hiện đang bị đe dọa vì mất môi trường sống.